# Opisthacantha selene
Opisthacantha selene är en stekelart som först beskrevs av Nixon 1933.  Opisthacantha selene ingår i släktet Opisthacantha och familjen Scelionidae. Inga underarter finns listade i Catalogue of Life.